# Olympische Sommerspiele 1948/Teilnehmer (Griechenland)
| Gelbes Symbol für Goldmedaillen mit stilisierten Olympischen Ringen | Graues Symbol für Silbermedaillen mit stilisierten Olympischen Ringen | Braundes Symbol für Bronzemedaillen mit stilisierten Olympischen Ringen |
| ------------------------------------------------------------------- | --------------------------------------------------------------------- | ----------------------------------------------------------------------- |
| —                                                                   | —                                                                     | —                                                                       |

Griechenland nahm an den Olympischen Sommerspielen 1948 in London mit einer Delegation von 61 Athleten (60 Männer und eine Frau) an 44 Wettkämpfen in zehn Wettbewerben teil. Ein Medaillengewinn gelang keinem der Athleten.

## Teilnehmer nach Sportarten

### Fechten
- Ioannis Karamazakis
Florett: in der 1. Runde ausgeschieden
Degen: in der 1. Runde ausgeschieden
Säbel: in der 1. Runde ausgeschieden
Florett Mannschaft: in der 1. Runde ausgeschieden
Degen Mannschaft: in der 1. Runde ausgeschieden
Säbel Mannschaft: in der 1. Runde ausgeschieden

- Konstantinos Bembis
Florett: in der 1. Runde ausgeschieden
Florett Mannschaft: in der 1. Runde ausgeschieden
Degen Mannschaft: in der 1. Runde ausgeschieden

- Stefanos Zintzos
Florett: in der 1. Runde ausgeschieden
Florett Mannschaft: in der 1. Runde ausgeschieden
Degen Mannschaft: in der 1. Runde ausgeschieden

- Athanasios Nanopoulos
Degen: in der 1. Runde ausgeschieden
Säbel: in der 1. Runde ausgeschieden
Florett Mannschaft: in der 1. Runde ausgeschieden
Degen Mannschaft: in der 1. Runde ausgeschieden
Säbel Mannschaft: in der 1. Runde ausgeschieden

- Andreas Skotidas
Degen: im Viertelfinale ausgeschieden
Degen Mannschaft: in der 1. Runde ausgeschieden
Degen Mannschaft: in der 1. Runde ausgeschieden
Säbel Mannschaft: in der 1. Runde ausgeschieden

- Nikolaos Christogiannopoulos
Säbel: in der 1. Runde ausgeschieden
Säbel Mannschaft: in der 1. Runde ausgeschieden

### Kunstwettbewerbe
- Patroklos Karantinos
- Konstantinos Aslanidis
- Dimitrios Kokotsis
- Kostas Valsamis

### Leichtathletik
Männer
- Stefanos Petrakis
100 m: im Vorlauf ausgeschieden
200 m: im Vorlauf ausgeschieden
400 m: im Vorlauf ausgeschieden
4-mal-400-Meter-Staffel: im Vorlauf ausgeschieden

- Georgios Karageorgos
400 m: im Vorlauf ausgeschieden
800 m: im Vorlauf ausgeschieden

- Stylianos Stratakos
400 m: im Vorlauf ausgeschieden
800 m: im Vorlauf ausgeschieden
4-mal-400-Meter-Staffel: im Vorlauf ausgeschieden

- Vasilios Mavroidis
800 m: im Vorlauf ausgeschieden
1500 m: im Vorlauf ausgeschieden
4-mal-400-Meter-Staffel: im Vorlauf ausgeschieden

- Vasilios Mavrapostolos
5000 m: im Vorlauf ausgeschieden
3000 m Hindernis: im Vorlauf ausgeschieden

- Stelios Kyriakidis
Marathon: 18. Platz

- Athanasios Ragazos
Marathon: Rennen nicht beendet

- Lazaros Petropoulakis
110 m Hürden: im Vorlauf ausgeschieden
400 m Hürden: im Vorlauf ausgeschieden
4-mal-400-Meter-Staffel: im Vorlauf ausgeschieden

- Petros Krosfilit-Omiros
110 m Hürden: im Vorlauf ausgeschieden

- Ioannis Lambrou
Hochsprung: 21. Platz

- Theodosios Balafas
Stabhochsprung: 14. Platz

- Kyros Marinis
Weitsprung: 17. Platz

- Konstantinos Giataganas
Kugelstoßen: 9. Platz

- Nikolaos Syllas
Diskuswurf: 7. Platz

Frauen
- Domnitsa Lanitou-Kavounidou
80 m Hürden: im Vorlauf ausgeschieden

### Radsport
- Manthos Kaloudis
Straßenrennen: Rennen nicht beendet
Straße Mannschaftswertung: Rennen nicht beendet
Bahn Sprint: im Vorlauf ausgeschieden

- Evangelos Kouvelis
Straßenrennen: Rennen nicht beendet
Straße Mannschaftswertung: Rennen nicht beendet

- Petros Leonidis
Straßenrennen: Rennen nicht beendet
Straße Mannschaftswertung: Rennen nicht beendet

### Ringen
- Nikolaos Biris
Bantamgewicht, griechisch-römisch: in der 3. Runde ausgeschieden

- Antonios Gryllos
Federgewicht, griechisch-römisch: in der 3. Runde ausgeschieden

- Georgios Petmezas
Leichtgewicht, griechisch-römisch: 6. Platz

- Athanasios Kambaflis
Halbschwergewicht, griechisch-römisch: in der 2. Runde ausgeschieden

- Spyros Defteraios
Halbschwergewicht, Freistil: in der 3. Runde ausgeschieden

### Rudern
- Faidon Matthaiou
Einer: im Viertelfinale ausgeschieden

- Iakovidis Diakoumakos
Zweier mit Steuermann: im Viertelfinale ausgeschieden

- Georgios Venieris
Zweier mit Steuermann: im Viertelfinale ausgeschieden

- Grigorios Emmanouil
Zweier mit Steuermann: im Viertelfinale ausgeschieden
Vierer mit Steuermann: im Viertelfinale ausgeschieden

- Filas Paraskevaidis
Vierer mit Steuermann: im Viertelfinale ausgeschieden

- Nikos Filippidis
Vierer mit Steuermann: im Viertelfinale ausgeschieden

- Iraklis Klangas
Vierer mit Steuermann: im Viertelfinale ausgeschieden

- Nikos Nikolaou
Vierer mit Steuermann: im Viertelfinale ausgeschieden

### Schießen
- Konstantinos Mylonas
Schnellfeuerpistole 25 m: 11. Platz

- Georgios Vichos
Schnellfeuerpistole 25 m: 36. Platz
Kleinkalibergewehr liegend 50 m: 40. Platz

- Vangelis Chrysafis
Schnellfeuerpistole 25 m: 53. Platz
Freie Pistole 50 m: 32. Platz

- Nikolaos Tzovlas
Freie Pistole 50 m: . Platz

- Georgios Stathis
Freie Pistole 50 m: . Platz

- Ilias Valatas
Kleinkalibergewehr liegend 50 m: 38. Platz

- Athanasios Aravositas
Kleinkalibergewehr liegend 50 m: 65. Platz

### Schwimmen
Männer
- Panagiotis Chatzikyriakakis
100 m Freistil: im Vorlauf ausgeschieden

- Nikolaos Melanofeidis
100 m Rücken: im Vorlauf ausgeschieden

### Segeln
- Georgios Kalambokidis
Star: 10. Platz

- Charalambos Potamianos
Star: 10. Platz

- Nikolaos Vlangalis
Star: 10. Platz

- Christoforos Karolou
Star: 10. Platz

### Wasserball
- in der 1. Runde ausgeschieden
Alexandros Monastiriotis
Ioannis Papstefanou
Dimitrios Zografos
Panagiotis Provatopoulos
Dimosthenis Stambolis
Emmanouil Papadopoulos
Nikolaos Melanofeidis
Rikhardos Brousalis